# Mallapur, Ron
Mallapur là một làng thuộc tehsil Ron, huyện Gadag, bang Karnataka, Ấn Độ.